# مقاومت وان

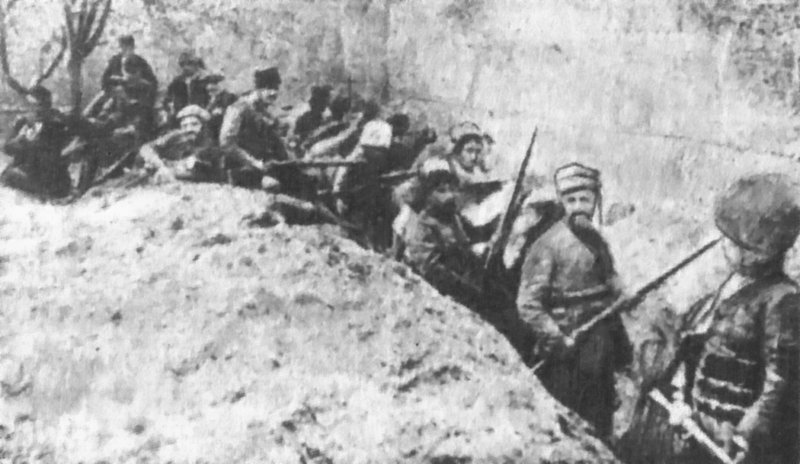
نیروهای ارمنی یک خط دفاعی در برابر نیروهای عثمانی در پشت دیوارهای شهر وان ایجاد نمودند

مقاومت وان که گاهی محاصره وان یا دفاع از وان هم نامیده می‌شود، به مقاومت مسلحانه ارامنه در مقابل نیروهای عثمانی اشاره دارد. مقاومت وان دو بار صورت گرفت.
مرتبه اول در طی کشتار حمیدیه از ۳ ژوئن تا ۱۱ ژوئن به مدت یک هفته، و مرتبه دوم در طی یک رشته عملیات جنگی در قفقاز که به مدت چهار سال به طول انجامید که مقاومت وان از ۱۹ آوریل تا ۱۷ مه ۱۹۱۵ میلادی به مدت ۲۸ روز صورت گرفت.

## ارمنی‌های وان

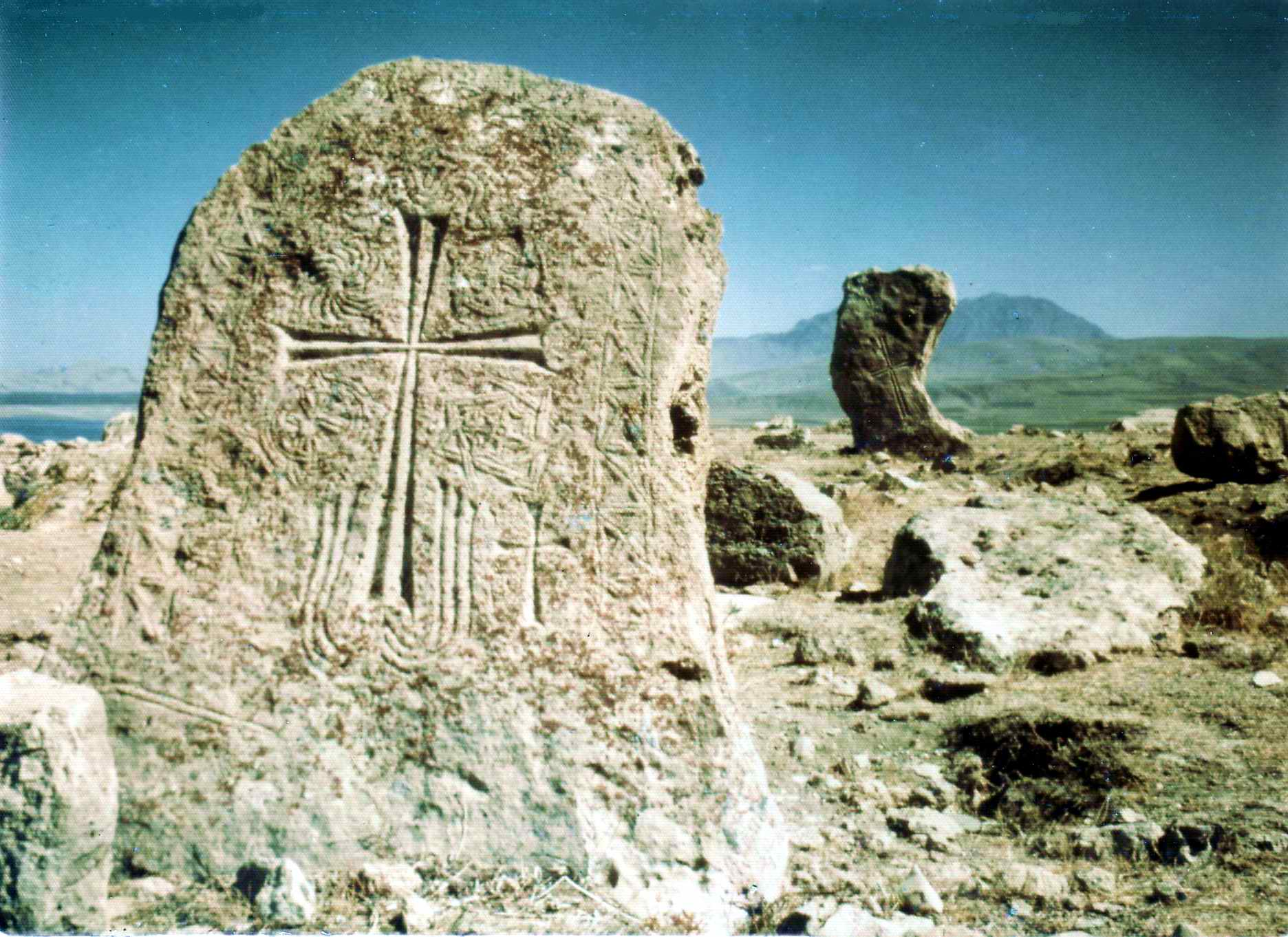
چلیپاسنگ مربوط به دوران پادشاهی واسپوراکان

واسپوراکان موقعیت جغرافیائی آن در ارمنستان غربی در اطراف دریاچه وان و شهر وان ترکیه امروزی می‌باشد. واسپوراکان هشتمین ایالت ارمنستان بزرگ که بعدها به پادشاهی مستقلی به نام پادشاهی واسپوراکان در قرون وسطی تبدیل شد.
شهر وان یکی از مراکز مهم زندگی فرهنگی، اجتماعی و اقتصادی ارمنیان بود.
خریمیان هایریک (رهبر مذهبی، سیاسی و محقق ادبی و نویسنده می‌باشد. او پاتریارک، قسطنطنیه از ۱۸۶۹ تا ۱۸۷۳ میلادی و جاثلیق کل ارمنیان از ۱۸۹۲ تا ۱۹۰۷ میلادی بود. او عمر خود را وقف بهبود شرایط زندگی مردم ارمنی کرد)،صنعت چاپ را در وان راه‌اندازی نمود و اولین روزنامه منطقه وان به نام "Eagle of Vaspourakan" را به زبان ارمنی منتشر کرد.

## کشتار ۱۸۹۶ میلادی

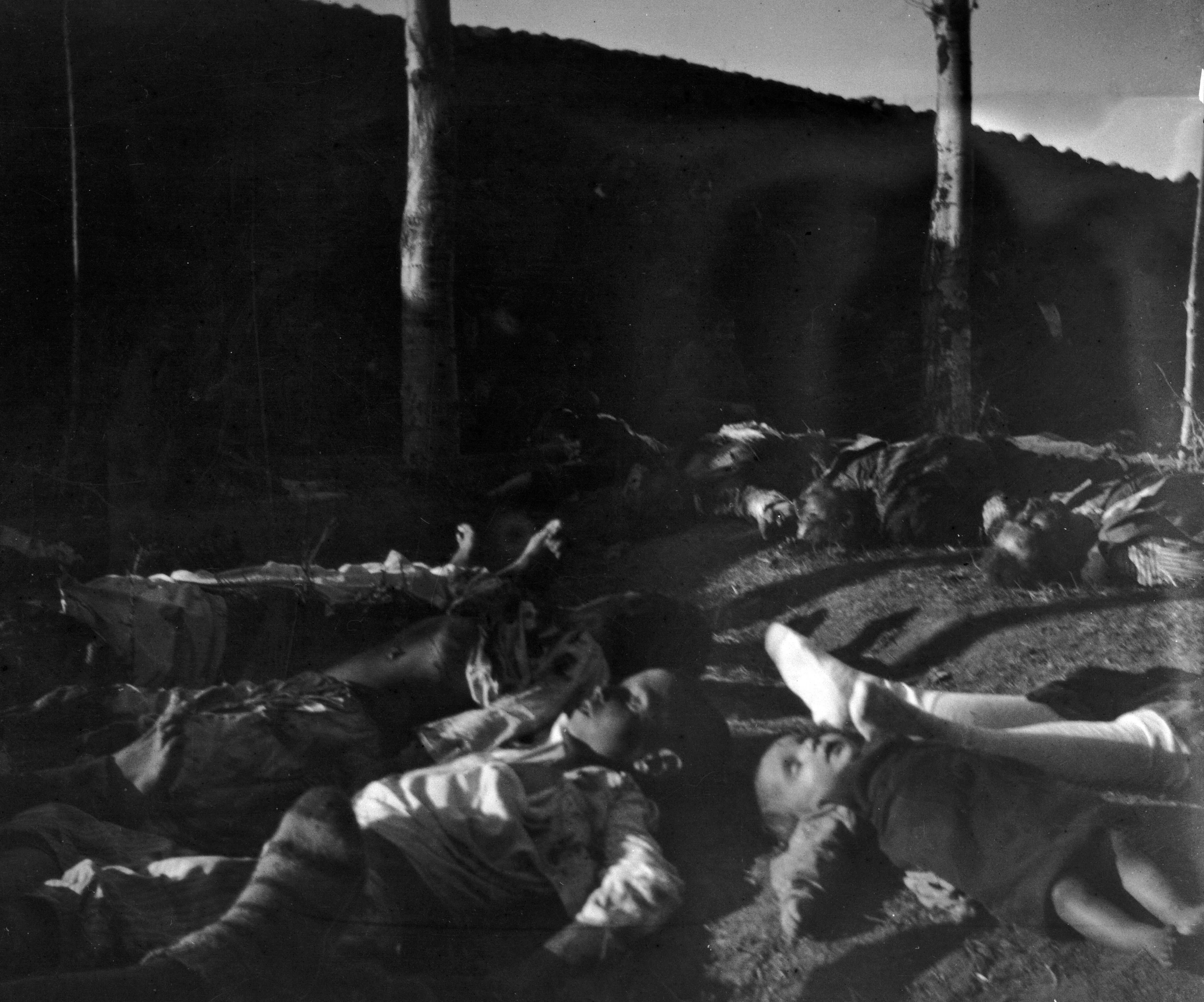
کودکان ارمنی، قربانی قتل‌عام در انتظار دفن در گورستان ارمنیان، ارزروم، ترکیه، ۱۸۹۵ میلادی. عکاس
ویلیام لوئیس

در سال ۱۸۹۶ میلادی گروهی از جوانان ارمنی که تعداد آنان بین ۷۰۰ تا ۹۰۰ نفر برآورد می‌شد که توسط جنبش آزادی بخش ملی ارمنی حمایت می‌شدند از ارمنی‌های وان در برابر نیروهای مسلح عثمانی که تعداد آنان ده هزار نفر می‌شدند دفاع نمودند.
بعد از یک هفته نبرد که تلفات سنگینی بر نیروهای متخاصم وارد شد با وساطت قدرتهای غربی به شرط خروج مدافعان ارمنی از وان (به علت کمبود مهمات مدافعان ارمنی) درگیری به پایان رسید و در مقابل سلطان عبدالحمید دوم وعده داد که جان و امنیت اهالی غیرنظامی شهر وان را تضمین نماید.
بعد از خروج مدافعان ارمنی از وان که به طرف ایران رهسپار شدند در مسیر توسط نیروهای مشترک تُرک و نیروی حمیدیه، کُرد قتل‌عام شدند و تعداد بسیار کمی از آنان به شهر سلماس رسیدند.
کشتارها به مقیاس بسیار وسیعی در ترابزون، بایبورت، ارزروم، ارزنجان، بتلیس، دیاربکر، الازیغ، آرابگیر،ملطیه، سیواس ،ماردین و قهرمان مرعش صورت گرفت. این کشتارها در شانلی اورفه به اوج شدت خود رسید، چه در آن شهر در طول هفته اول عید میلاد مسیح، سه هزار نفر ارمنی که بیشتر زن و کودک بودند و در کلیسای جامع شهر پناه گرفته بودند در همان کلیسا زنده زنده به آتش کشیده شدند.
جمع کل قربانیان کشتارهای ۱۸۹۴ تا ۱۸۹۶ میلادی (مناطق ارزروم، وان و بتلیس) ۲۰۰۰۰۰ نفر برآورد شده‌است. به اضافه ۱۰۰۰۰۰ نفر که در زمستانهای سخت ارمنستان به علت ویران شدن خانه و کاشانه از گرسنگی و سرما مرده‌اند و کودکانی که بر اثر از دست دادن والدین خود تلف شدند و بالغ بر ۵۰۰۰۰ کودک یتیم شدند. علاوه بر ارمنی‌ها ۲۵۰۰۰ نفر آشوری در شهر دیاربکر کشته شدند.

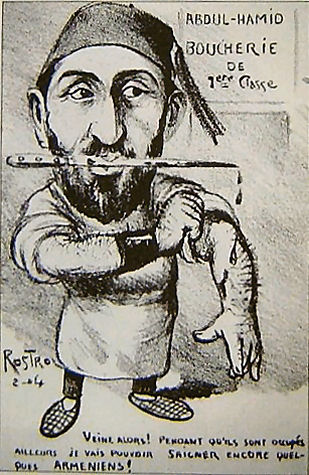
یک کاریکاتور سیاسی که توسط کاریکاتوریست فرانسوی کشیده شده‌است. به تصویر کشیدن عبدالحمید به عنوان قصاب ارمنیان.

باید به این رقم عده‌ای را نیز که به زور از دین برگردانده شده‌اند اضافه کرد و سفیر فرانسه پی یر پل کامبون عده آنان را به چهل هزار نفر برآورد کرده‌است.
بیش از یکصد هزار ارمنی ساکن ترکیه تنها در سالهای ۱۸۹۴ تا ۱۸۹۷ میلادی آن کشور را ترک کردند و به سرزمین قفقاز جنوبی و کشورهای بالکان و به ایالات متحده آمریکا پناهنده شدند.
زمامداران تُرک بنا به عادت همیشگی خود نخست وجود کشتارهایی را تکذیب کردند و مدعی شدند که چیزی بجز اغتشاشات نبوده است. لیکن چندی نگذشت که تُرکان و مبرزترین وکلای آنان مجبور شدند در برابر دلایل و مدارک انکارناپذیر مسلم بودن آن اعمال را تأیید کنند. آنگاه تُرکان درصدد برآمدند تا ازشدت فاجعه بکاهند، به این بهانه که آن کشتارها چیزی بجز پاسخ دولت به شورش عمومی ارمنیان نبوده است.
ویلیام اوارت گلدستون به این تهمت شورش ارمنی‌ها، در جلسه‌ای که در چستر برپا بود چنین گفت:
«اگر این حرف معنایی هم داشته باشد معنی آن به‌طور روشن این است که ارمنیان هر چند اسلحه نداشته‌اند کوشیده‌اند از جان و مال و خانه و کاشانه و از زن و کودکان خود دفاع کنند.»
در واقع ارمنیان نیز همچون بلغارها در ۱۸۷۶ میلادی هرجا که توانستند در برابر تجاوزات تُرکان عثمانی دست به مقاومتی مذبوحانه زدند و بسیاری از آنان قهرمانانه کشته شدند. این مورد به ویژه در جنوب وان پیش آمد که چون ساکنان ارمنی آن مسلح بودند موفق شدند حملات مشترک تُرکان و کُردها را دفع کنند. در زیتون، ارمنیان که به رهبری حزب سوسیال دموکرات هنچاکیان متشکل شده بودند با موفقیت مقاومت کردند و دژ زیتون را به تصرف درآوردند.

## زمینه مقاومت وان
استدلال تاریخ رسمی تُرک این است که عامل برانگیختن اخراج‌ها، ارمنیان داوطلب جنگ با روسیه بودند که در داخل کشور دسته‌های مسلح تشکیل دادند و سر به شورش (تُرکها در منابع رسمی خود هر مقاومت و دفاع ارمنی‌ها از خود را شورش نامیدند) گذاشتند. از اینرو طبق این نظریه، سوگند فدراسیون انقلابی ارمنی مبنی بر اینکه ارمنیان به کشور عثمانی وفادار خواهند ماند و وظایف نظامی خود را انجام خواهند داد سوگندی دروغین بود. هدف واقعی آن‌ها سازماندهی یک شورش ارمنی هم راستا با روس‌ها بود. با این حال تفاوت آشکاری میان یگان‌های ارمنی ارتش روسیه و به اصطلاح شورش‌های ارمنی شرق آناتولی وجود دارد.

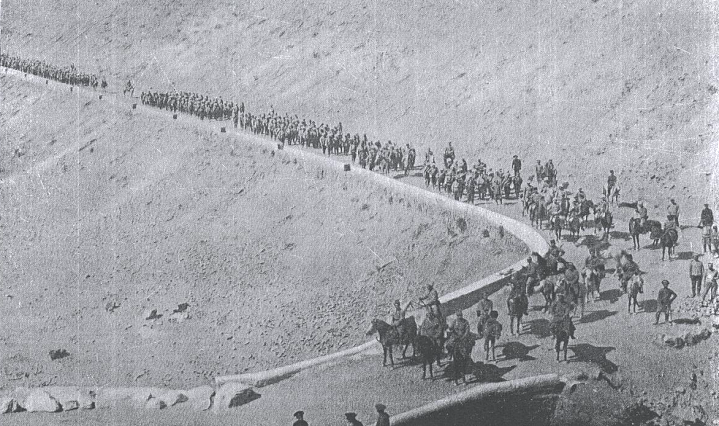
گردان یکم واحد داوطلب ارمنی تحت فرماندهی آندرانیک اوزانیان

در درجه اول باید خاطرنشان کرد حضور ارمنیان عثمانی و ارمنیانی از اروپایی و آمریکا در قوای مسلح روسیه تأثیر عظیمی بر تصور کمیته اتحاد و ترقی گذاشته بود که از اهمیت نظامی واقعیشان بسیار فراتر می‌رفت. نخستین یگان‌های واحدهای داوطلب ارمنی در ارمنستان روسیه تشکیل شد. شمار کلی داوطلبان ارمنی چهار هزار نفر بود که چهار گروه هزار نفری را تشکیل می‌داد. عثمانی‌ها از حضور بعضی از ارمنیان برجسته در این یگان‌ها به عنوان مدرکی محکوم‌کننده سود جستند.
بدون شک از ارمنیان عثمانی نیز کسانی به هم کیشان خود در این یگان‌ها پیوستند. تعدای از سربازان ارمنی یگان‌های عثمانی با آغاز جنگ ترک خدمت کردند و به واحدهای داوطلب ملحق شدند.

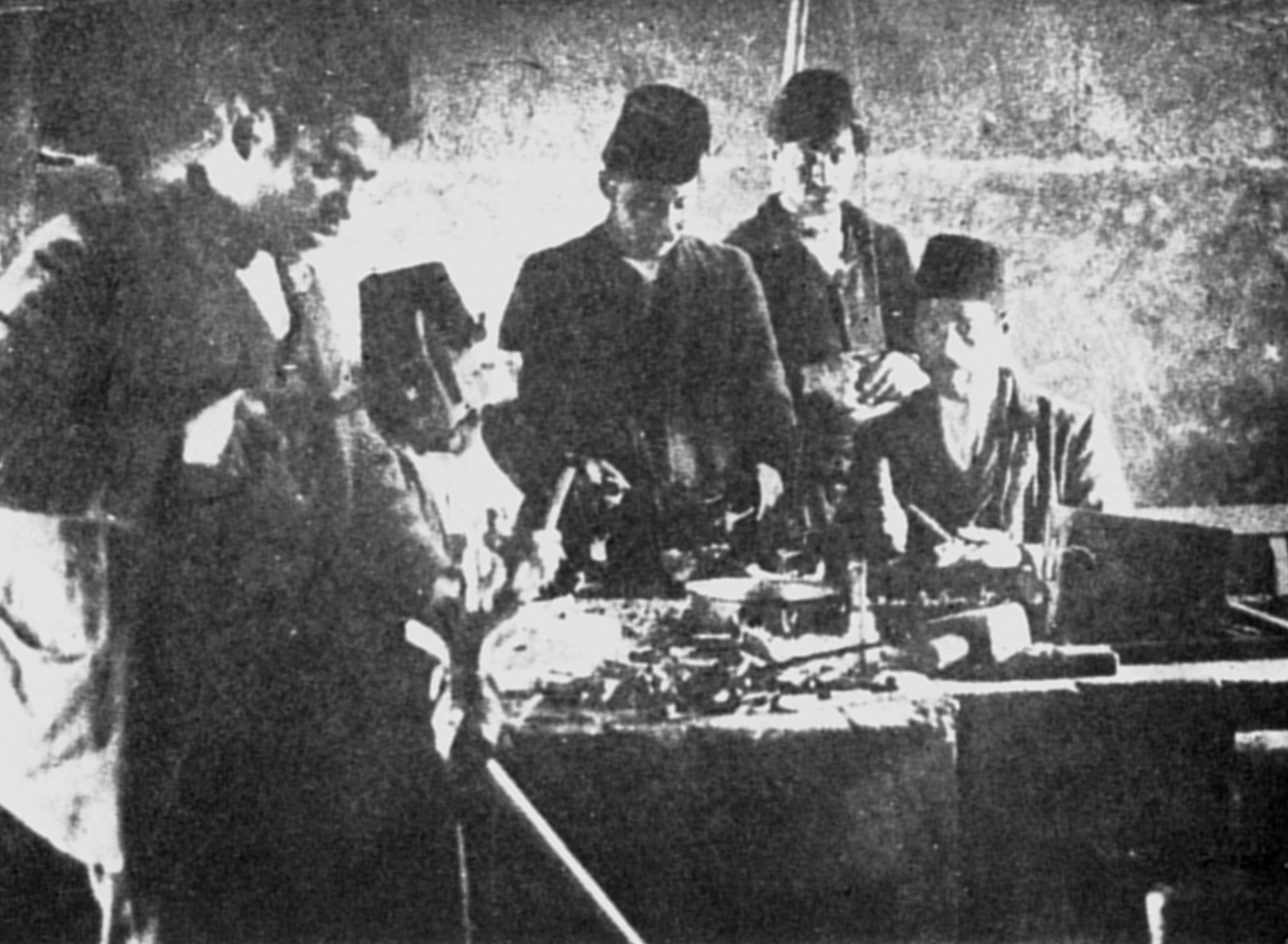
ارمنی‌های وان در حال ساخت مهمات با دست

هوهانس کاچازنونی گفته است به رغم تصمیم کنگره داشناک به حمایت از حکومت عثمانی ناگزیر بعضی ارمنیان پشتیبانی از عثمانی را نخواهند پذیرفت، طور دیگری متصور نبود. برای ربع قرن جامعه ارمنی خلق و خویی معین و گریزناپذیر پیدا کرده‌است.
به علت شرایط جنگی، به ویژه بعد از شکست در نبرد ساری‌قمیش نوعی آشوب و نابسامانی در جبهه قفقاز پدیدار شد. سربازان در اولین مواجهه با دشمن اسلحه را بر زمین می‌انداختند و پا به فرار می‌گذاشتند. ارتش دیگر یک نیروی منظم نبود. به دنبال هر شکست نظامی شمار سربازان فراری عثمانی سخت افزایش می‌یافت. کنسول آلمان در شهر آدانا در گزارش هجدهم مارس خود نوشته است این فراریان مرتکب راهزنی و سرقت مسلحانه می‌شدند. این فراریان اعم از تُرک و کُرد که مورد تعقیب ژاندارم‌ها بودند به هر روستایی که برسر راه‌شان ظاهر می‌شد حمله می‌کردند.
یک افسر تُرک در توصیف فراریان تُرک گفته است: «آنها حتی با وسایل شخصی افسران و خزانه هنگ فرار می‌کردند.»
بعضی از گزارش‌های کنسولی مدعی اند ترکان جوان ارمنی‌ها را به شورش برانگیخته است. گزارش‌هایی حاکی از آن است که ارتشی‌ها از سلاح‌های خود عکس می‌گرفتند سپس از این عکس‌ها برای تبلیغات بهره می‌جستند یعنی ادعا می‌کردند این سلاح‌ها را در خانه‌ها و کلیساهای ارمنیان یافته بوده‌اند.

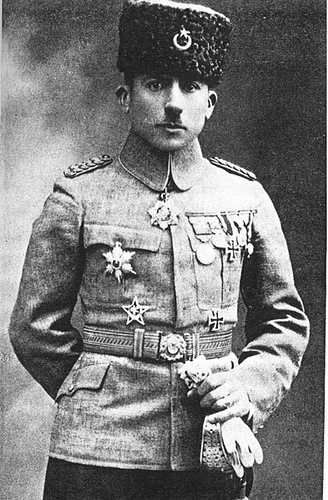
افسر اهل ونزوئلا رافائل دی نوگالس مندز، در خدمت ارتش عثمانی بود

رافائل دی نوگالس مندز شاهد این ماجرا بوده و گفته است هدف از این کار آماده کردن افکار عمومی بود. کنسول آمریکا لسلی دیویس در خارپرت، شهر الازیغ کنونی، در ۲۴ ژوئیه ۱۹۱۵ میلادی گزارش کرده‌است، «افراد را شکنجه کرده بودند تا اعتراف کنند تفنگ و تپانچه داشته‌اند حال آنکه در واقع اسلحه‌ای در کار نبود. معلوم است همه این کارها از ماه‌ها پیش برنامه‌ریزی شده بوده‌است.»
کنسول آلمان هانس وانگنهایم در استانبول در میانه ماه مه از طلعت پاشا درخواست کرد زنان و کودکان ارزروم را از تبعید مستثنی کند یا دست کم رفتار بهتری با آن‌ها در پیش گیرد، وزیر داخله به وی گفت: «در آنجا شورشی در جریان است و آن منطقه پر از اسلحه و بمب است.» اطلاعات مزبور برای شوبنر ریشتر در ارزروم مخابره شد و او در این باره با تحسین بی، فرماندار ایالت بحث کرد. بنا گزارش کنسول تحسین بی بر این نکته که در حوالی ارزروم هیچ اسلحه و بمبی وجود ندارد صحه گذاشت.
عمر ناجی که اوت ۱۹۱۴ میلادی برای سازماندهی یگان‌های تشکیلات مخصوصه به وان رسید، گزارش کرده‌است:
«من ارمنیان اینجا را بسیار سربراه تر از ارمنی‌های ارزروم یافتم.» به گفته رافائل دی نوگالس مندز، رهبران محلی ترکان جوان داوطلبان ارمنی را به جهت شکست هایشان از روسیه سرزنش می‌کردند و در عوض می‌خواستند از ارمنیان مناطق خود انتقام بستانند. همین نکته ارمنیان وان را به مقاومت واداشت، زیرا قبل از شورش، کمیته اتحاد و ترقی قصد خود در معدوم‌سازی مردم ارمنی را مخفی نمی‌کردند.

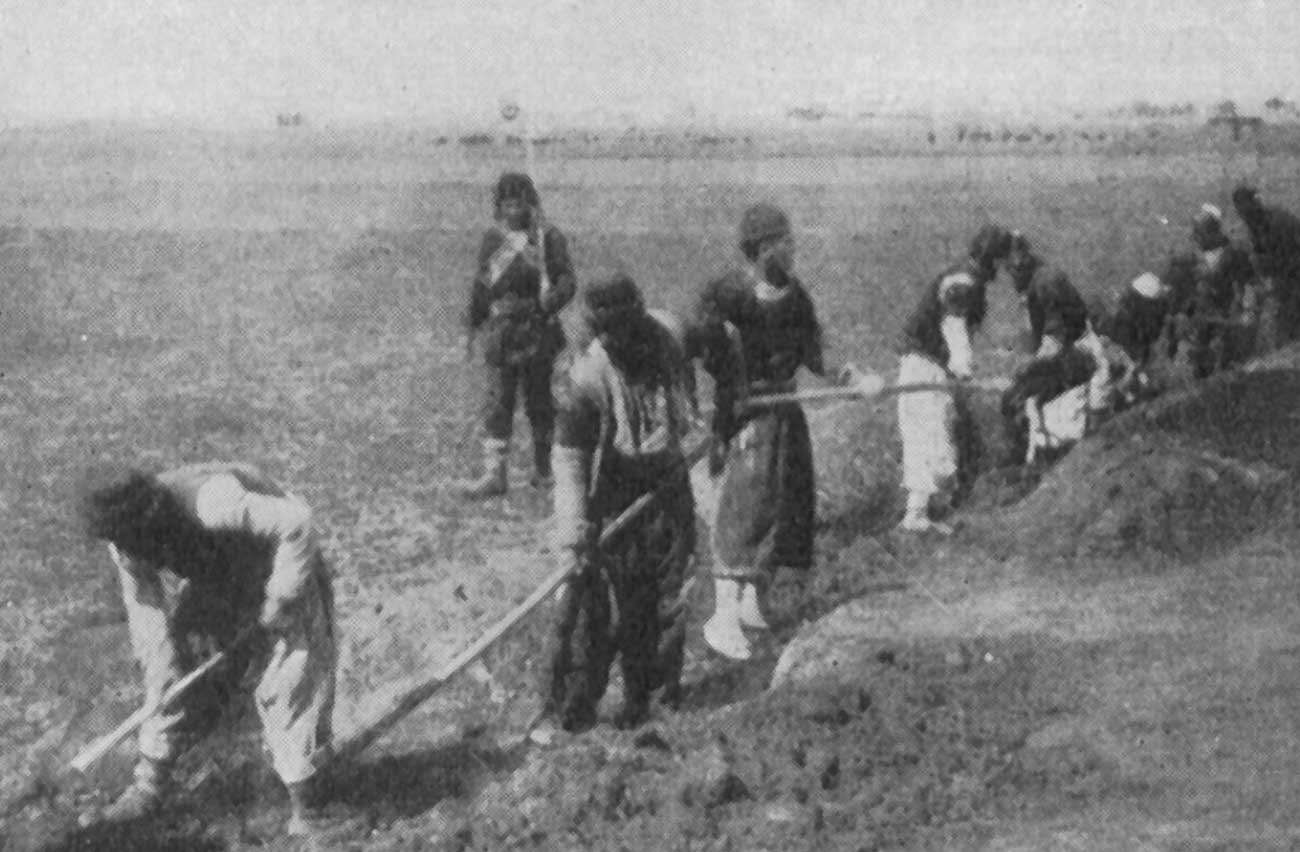
ارمنی‌های وان در حال حفر سنگر

بنا به گزارشی جودت پاشا، (برادر زن اسماعیل انور) والی وان، در فوریه ۱۹۱۵ میلادی جلسه‌ای برگزار کرد که در آن گفت: «ما جمهوری آذربایجان را از وجود ارمنیان و مسیحیان سریانی پاک کردیم و در وان نیز همین کار را خواهیم کرد.»

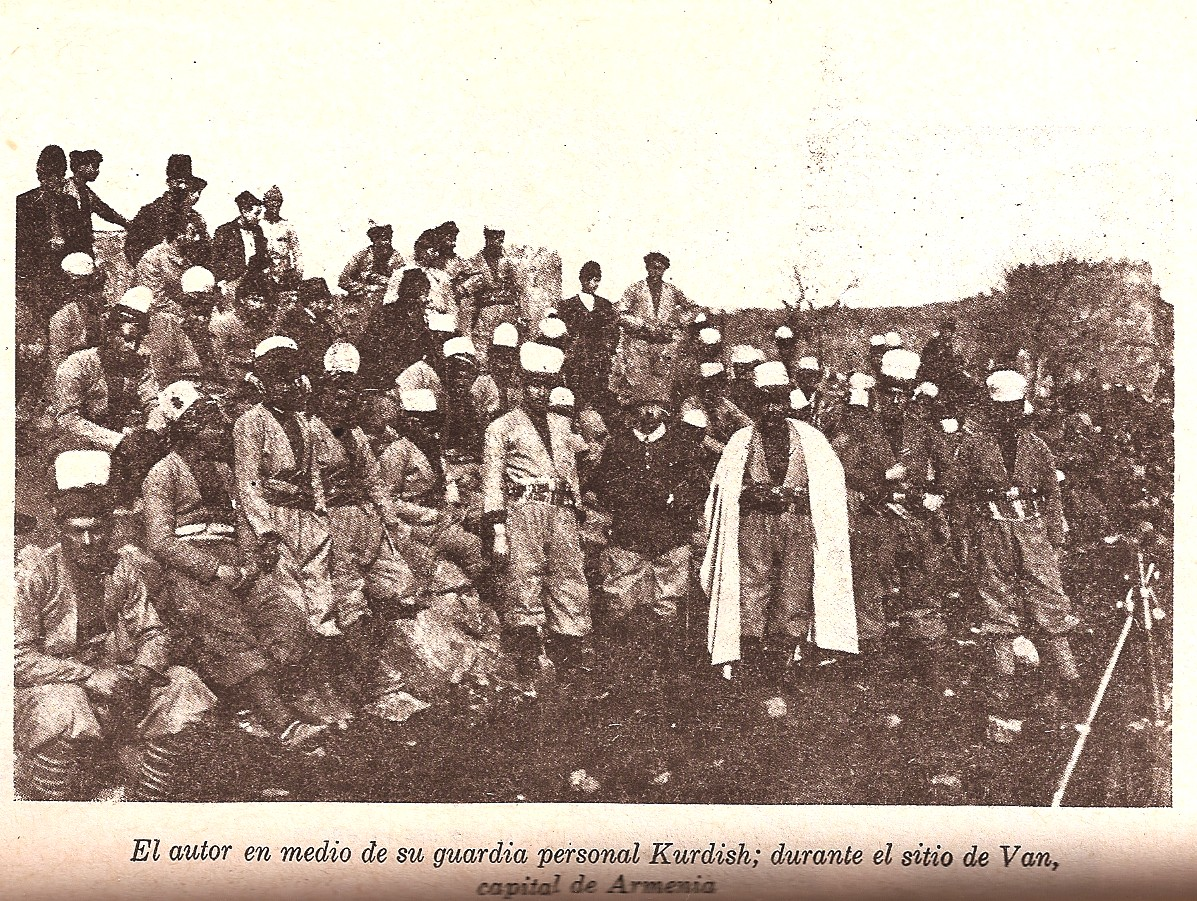
رافائل دی نوگالس مندز به همراه نیروهای کُرد در طی محاصره ارمنی‌های وان

تحسین بی می‌گوید: «در وان هیچ شورشی در کار نبود و نمی‌توانست هم باشد. ما با فشار شدیدمان بر مردم محلی، افتضاحی به بار آورده‌ایم که دیگر توان گریز از آن را نداریم و ارتش را در شرق در وضعیت دشواری قرار داه‌ایم.»
روسلر کنسول آلمان گزارش کرده‌است: «مسلمانان روستاهای ارمنیان را در مرز روسیه با خاک یکسان می‌کنند و حکومت عثمانی همه ارمنیان را به چشم مقصر و دشمن می‌بیند.»
ابراهیم آرواس، نماینده وان در پارلمان عثمانی که در همان زمان در شهر حضور داشته، گزارش کرده‌است ترکان جوان مخفیانه مردم را به حمله به ارمنیان تحریک می‌کرد.
یوزف پومیانکوفسکی، وابسته نظامی در استانبول مقاومت وان را چنین توصیف می‌کند: «کوششی تک افتاده که شاهد آغاز کشتارها بودند و می‌دانستند نوبت آنان نیز فرا می‌رسد.»
مکاتبات رسمی عثمانی به روشنی نشان می‌دهد که مقامات عثمانی نیز بر این موضوع وقوف داشته‌اند و هدف از اخراج‌ها جلوگیری از ظهور کشوری ارمنی بوده‌است. در یک بخشنامه کلی از وزارت داخله که در ۲۹ آگوست به تمام ایالات تلگرام شد، آمده‌است: «هدف دولت از اخراج ارمنیان، بازداشتن آن‌ها از دنبال کردن فعالیت‌های ملی‌گرایی برای تحقق یک حکومت ارمنی است.»
در مقاومت وان در سال ۱۹۱۵ میلادی، ارمنی‌های ساکن وان یک نیروی دفاعی نظامی منسجمی را تشکیل دادند. مردانی که می‌توانستند از اسلحه استفاده نمایند تعداد آنان به ۱۵۰۰ نفر می‌رسید. زنان و مردان نوجوان و کهنسال یک نیروی پشتیبانی را راه‌اندازی کردند این نیرو مأمور تأمین موادغذایی، کمک‌های پزشکی و ساخت مهمات بودند.

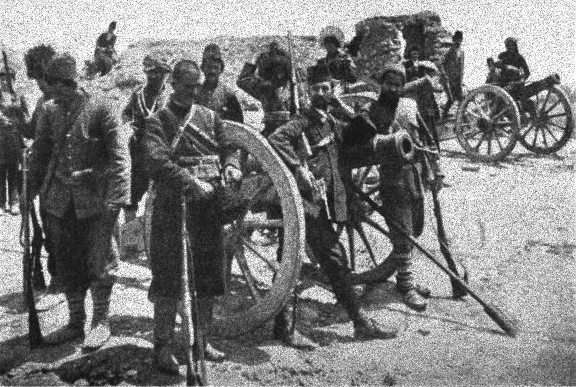
توپ‌های متعلق به نیروهی عثمانی که توسط نیروهای ارمنی به غنیمت گرفته شده‌است.

جودت پاشا و حلیل بی و رافائل دی نوگالس مندز از فرماندهان نیروهای عثمانی به همراه ۱۲۰۰۰ سرباز و با ۱۲ عدد توپ و نیروهایی متشکل از حمیدیه به روستای ارمنی شوشانتس، (نام امروزی تُرکی آن چاتما می‌باشد)، حمله کردند ولی با مقاومت نیروهای ارمنی مواجه شدند و نیروهای متخاصم به عقب رانده شده و در همان روز اول جنگ نیروهای ارمنی موفق شدند مواضع و استحکامات نیروهای عثمانی را تسخیر کنند و بین ۶۰ تا ۷۰ نفر کشته و چند نفر دیگر را اسیر نمایند.
نیروهای عثمانی با عدم توانایی تسخیر شهر مجبور شدند از توپخانه خود استفاده نمایند و روزانه ۲۵۰ تا ۳۰۰ گلوله توپ به شهر اثابت می‌کرد و در طی این آتش باری توپخانه دشمن، مرکز شهر به‌طور کامل تخریب شد و هزاران ارمنی ساکن شهر مجبور به مهاجرت به طرف ارمنستان روسیه شوند.

## نگارخانه

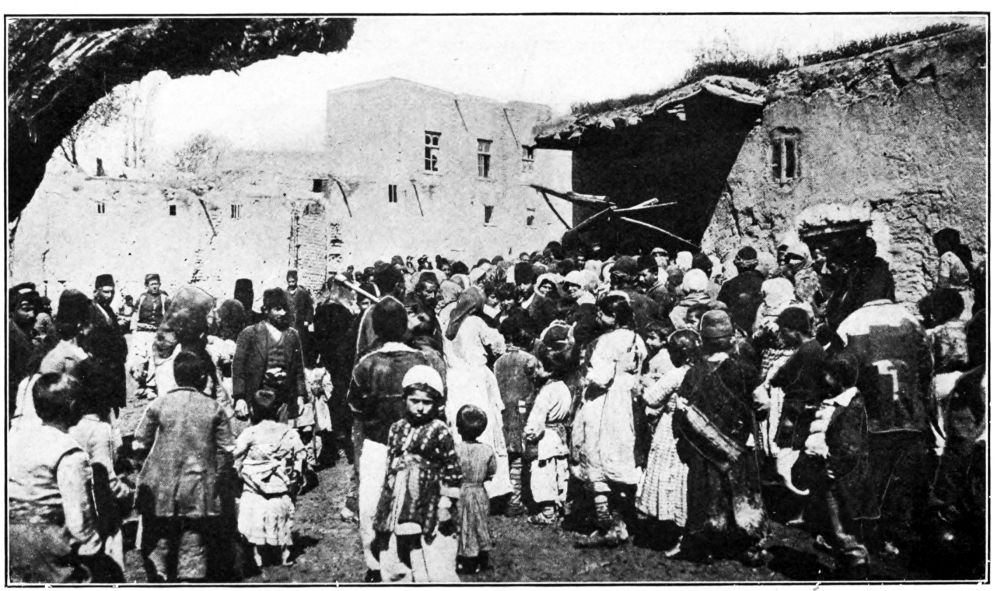
آوارگان شهر وان
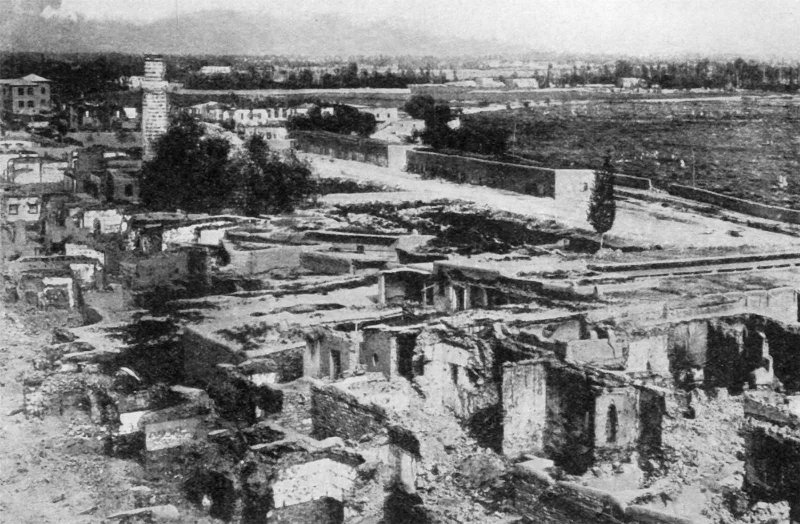
ویرانی‌های شهر وان
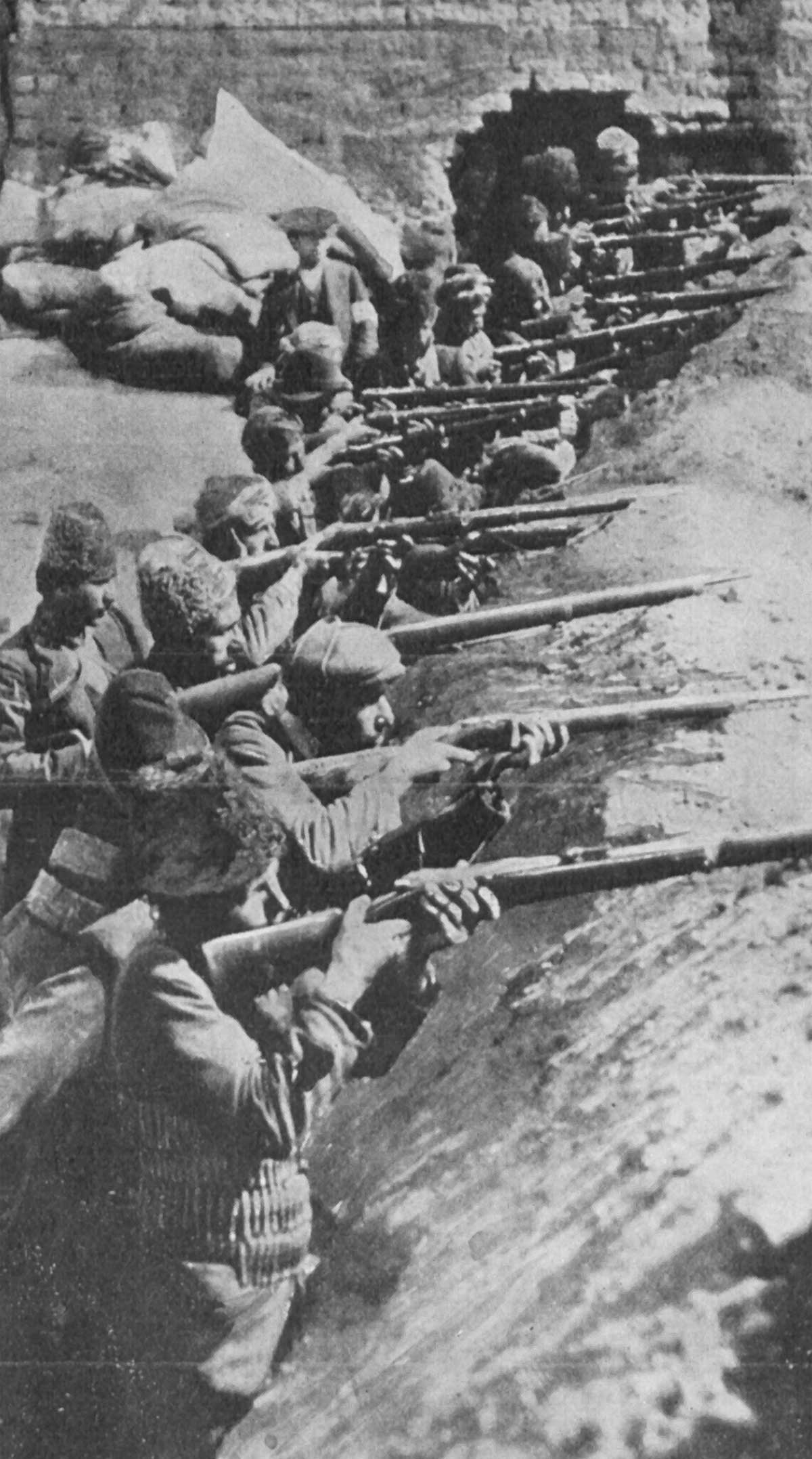
نیروهای ارمنی
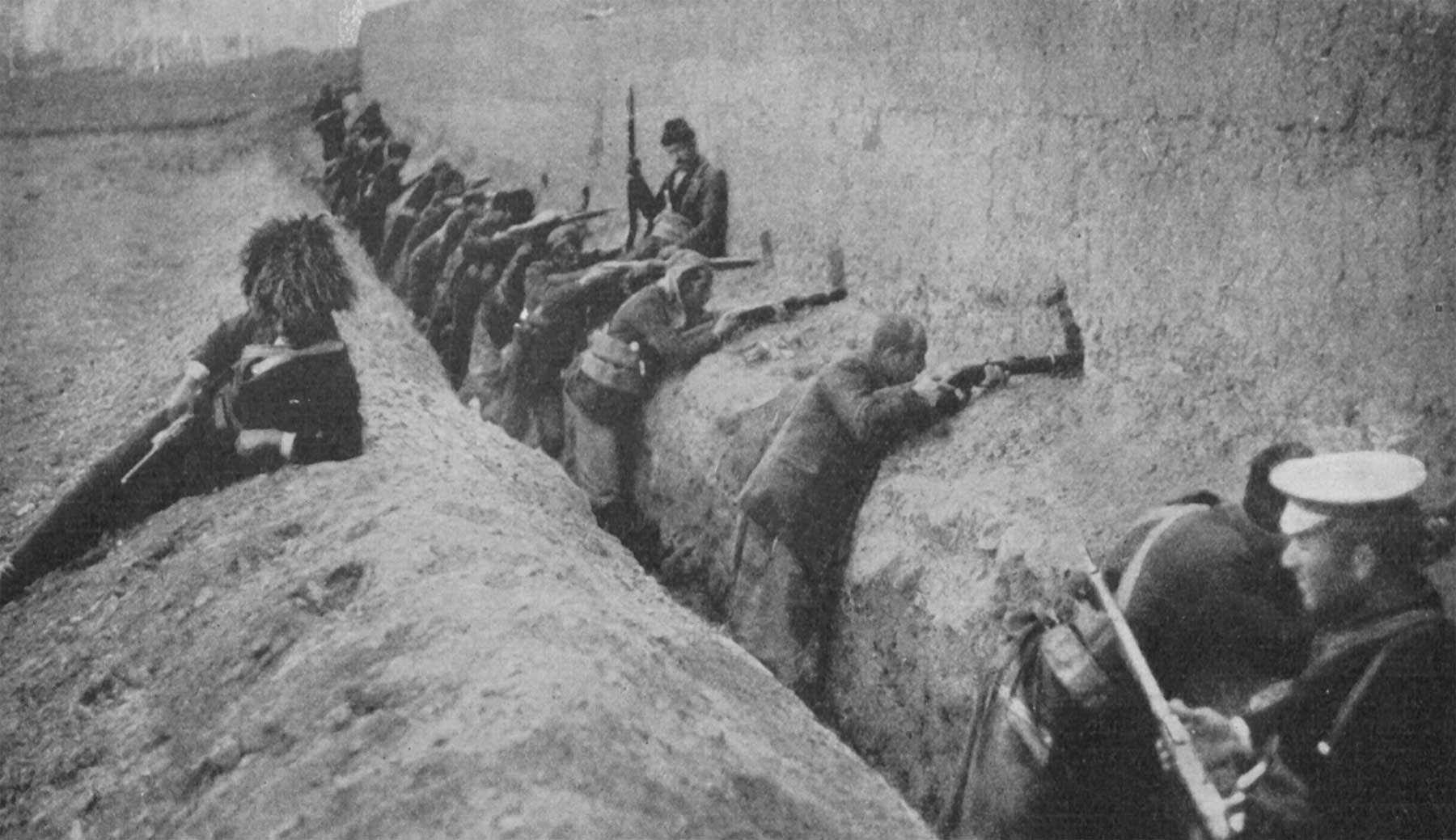
نیروهای ارمنی ایجاد خط دفاعی در مقابل نیروهای عثمانی